# Wasilij Agapkin
Wasilij Iwanowicz Agapkin (ros. Василий Иванович Агапкин; ur. 22 stycznia?/3 lutego 1884 w Michajłowiczach (gubernia riazańska), zm. 29 października 1964 w Moskwie) – rosyjski i radziecki kompozytor i dyrygent.
Wychował się w Astrachaniu. Po wczesnej śmierci rodziców został wychowankiem 308 Astrachańskiego Pułku Piechoty.
W czasie nauki w Tambowskiej Szkole Muzycznej, będąc pod wrażeniem okrucieństw wojny bałkańskiej i cierpień matek i żon, skomponował marsz Pożegnanie Słowianki. Aranżacji na orkiestrę dętą dokonał kapelmistrz J.I. Bogoradow. Prapremiera utworu miała miejsce w Tambowie. Kompozytor, trębacz-solista orkiestry wojskowej Kaukaskiej Dywizji Kawalerii wykonał partię solową na kornecie pistonowym.
Agapkin został pomocnikiem kapelmistrza, a następnie, już po tzw. rewolucji październikowej, kapelmistrzem. Jego marsz zyskał niebywałą popularność, został włączony do repertuaru wszystkich orkiestr dętych Rosji, co przyczyniło się także do popularności samego Agapkina. M.in. 22 stycznia 1924 kierował orkiestrą, idącą na czele konduktu żałobnego Włodzimierza Lenina, 7 listopada 1941 zaś orkiestrami podczas parady wojsk radzieckich na placu Czerwonym w Moskwie. Był oficjalnym stroicielem kremlowskich kurantów.
Innym znanym utworem Agapkina jest walc zatytułowany Sierotka, będący wspomnieniem z dzieciństwa. Zmarł w październiku 1964 roku w Moskwie i został pochowany na tamtejszym Cmentarzu Wagańkowskim.